# هان غا إن
هان جا إن  (بالكورية: 한가인)‏ مواليد 25 فبراير 1982 في سول، كوريا الجنوبية، هي ممثلة كورية جنوبية.

## روابط خارجية
- هان غا إن على موقع IMDb (الإنجليزية)
- هان غا إن على موقع قاعدة بيانات الفيلم (الإنجليزية)